# Eremia Pîrîianu
Eremia Pîrîianu, né le 16 octobre 1975 à Constanța, est un joueur roumain de handball. Ce pivot est international A roumain.
Il rejoint l'US Créteil durant l'été 2005 après avoir notamment joué pour le Minaur Baia Mare club avec lequel il fut champion de Roumanie (1998 et 1999) puis Pallamano Trieste en Italie.

## Palmarès

### En club
Compétitions nationales
- Champion de Roumanie en 1998 et 1999 avec Minaur Baia Mare
- Vainqueur de la Coupe de Roumanie en 1999 avec Minaur Baia Mare
- Champion d'Italie en 2000 avec Pallamano Trieste
- Vainqueur de la Coupe d'Italie en 2001 avec Pallamano Trieste
- Champion de Roumanie en 2002 et 2003 avec Fibrex Săvinești
- Champion de Roumanie en 2004 avec HCM Constanța
- Vainqueur de la Coupe de Roumanie en 2005 avec HCM Constanța
- Finaliste de la Coupe de la Ligue en 2008 avec US Créteil

Compétitions internationales
- Vainqueur de la Coupe Challenge en 2009 avec UCM Reșița